# Baron Segrave
Baron Segrave ist ein erblicher britischer Adelstitel, der zweimal in der Peerage of England und einmal in der Peerage of the United Kingdom geschaffen wurde. 

## Erste Verleihung
Der Titel wurde am 28. Juni 1283 in der Peerage of England für Nicholas Segrave geschaffen, indem dieser per Writ of Summons ins königliche Parlament berufen wurde. Der Titel ist nach dem Ort Seagrave im Borough of Charnwood in Leicestershire benannt. Als Barony by writ ist der Titel auch in weiblicher Linie erblich. Der spätere 6. Baron hatte 1368 auch den Titel 5. Baron Mowbray, der 1283 by writ in der Peerage of England geschaffen worden war. Die Baronien Segrave und Mowbray sind seither vereinigt. 1377 wurde er auch zum Earl of Nottingham erhoben, der Earlstitel erlosch jedoch bei seinem kinderlosen Tod 1382. Die beiden Baronien erbte sein Bruder Thomas Mowbray. Dieser wurde 1383 zum Earl of Nottingham und 1397 zum Duke of Norfolk erhoben und erbte 1399 den Titel Earl of Norfolk. Beim Tod des 4. Dukes erlosch das Dukedom und die übrigen Titel gingen an dessen Tochter Anne Mowbray über, bei deren Tod um 1481 die Baronien Segrave und Mowbray in Abeyance fielen und die übrigen Titel erloschen. Die Abeyance wurde um 1484 zugunsten von John Howard, 1. Duke of Norfolk beendet. Nachdem dieser in Rosenkriegen gefallen war, wurden ihm seine Titel wegen Hochverrats aberkannt. Die beiden Baronien wurden erst 1553 für dessen Ururenkel Thomas Howard, 4. Duke of Norfolk wiederhergestellt, der 1572 wegen Hochverrats hingerichtet und seine Titel erneut aberkannt wurden. Die beiden Baronien wurden 1604 für dessen Enkel Thomas Howard, 21. Earl of Arundel wiederhergestellt. Beim Tod von dessen Urururenkel, Edward Howard, 9. Duke of Norfolk, am 20. September 1777 fielen die Baronien Segrave und Mowbray erneut in Abeyance. Diese wurde 1878 zugunsten von Charles Stourton, 20. Baron Stourton beendet. Der Titel Baron Stourton, of Stourton in the County of Wiltshire, war 1448 by writ in der Peerage of England geschaffen worden. Die Baronien Segrave, Mowbray und Stourton sind seither vereinigt.

## Weitere Verleihungen
Mit Writ of Summons vom 24. Juni 1295 wurde auch der jüngere Sohn des obigen 1. Barons, Nicholas Segrave ins königliche Parlament berufen und ihm damit der eigenständige Titel Baron Segrave, of Barton Segrave and Stowe, verliehen. Bei seinem Tod am 25. November 1321 beerbte ihn seine Tochter Maud de Bohun († 1335), die mit Edmund de Bohun, Sohn des Humphrey de Bohun, 4. Earl of Hereford, verheiratet war. Der Titel erlosch, als sie um 1334 kinderlos starb.
Am 10. September 1831 wurde William Fitzhardinge Berkeley in der Peerage of the United Kingdom der Titel Baron Segrave, of Berkeley-castle in the County of Gloucester, erhoben. Am 17. August 1841 wurde ihm auch der Titel Earl FitzHardinge verliehen. Beide Titel erloschen, als er am 10. Oktober 1857 ohne Erben starb.

## Liste der Barone Segrave

### Barone Segrave (1283)
- Nicholas Segrave, 1. Baron Segrave († 1295)
- John Segrave, 2. Baron Segrave (um 1256–1325)
- Stephen Segrave, 3. Baron Segrave († 1325)
- John Segrave, 4. Baron Segrave (1315–1353)
- Elizabeth Segrave, 5. Baroness Segrave († 1375)
- John Mowbray, 1. Earl of Nottingham, 6. Baron Segrave (1365–1382)
- Thomas Mowbray, 1. Duke of Norfolk, 7. Baron Segrave (1366–1399)
- Thomas Mowbray, 4. Earl of Norfolk, 8. Baron Segrave (1385–1405)
- John Mowbray, 2. Duke of Norfolk, 9. Baron Segrave (1389–1432)
- John Mowbray, 3. Duke of Norfolk, 10. Baron Segrave (1415–1461)
- John Mowbray, 4. Duke of Norfolk, 11. Baron Segrave (1444–1476)
- Anne Mowbray, Duchess of York and Norfolk, 8. Countess of Norfolk, 12. Baroness Segrave (1472–um 1481), (Titel abeyant um 1481)
- John Howard, 1. Duke of Norfolk, 13. Baron Segrave (1420–1485) (Abeyance beendet um 1484; Titel verwirkt 1485)
- Thomas Howard, 4. Duke of Norfolk, 14. Baron Segrave (1538–1572) (Titel wiederhergestellt 1553; Titel verwirkt 1572)
- Thomas Howard, 21. Earl of Arundel, 15. Baron Segrave (1585–1646) (Titel wiederhergestellt 1604)
- Henry Howard, 22. Earl of Arundel, 16. Baron Segrave (1608–1652)
- Thomas Howard, 5. Duke of Norfolk, 17. Baron Segrave (1627–1677)
- Henry Howard, 6. Duke of Norfolk, 18. Baron Segrave (1628–1684)
- Henry Howard, 7. Duke of Norfolk, 19. Baron Segrave (1654–1701)
- Thomas Howard, 8. Duke of Norfolk, 20. Baron Segrave (1683–1732)
- Edward Howard, 9. Duke of Norfolk, 21. Baron Segrave (1686–1777) (Titel abeyant 1777)
- Alfred Stourton, 23./21. Baron Mowbray, 24./22. Baron Segrave (1829–1893) (Abeyance beendet 1878)
- Charles Stourton, 24./22. Baron Mowbray, 25./23. Baron Segrave (1867–1936)
- William Stourton, 25./23. Baron Mowbray, 26./24. Baron Segrave (1895–1965)
- Charles Stourton, 26./24. Baron Mowbray, 27./25. Baron Segrave (1923–2006)
- Edward Stourton, 27./25. Baron Mowbray, 28./26. Baron Segrave (1953–2021)
- James Stourton, 28./25. Baron Mowbray, 29./27. Baron Segrave (* 1991)

### Barone Segrave (of Barton Segrave and Stowe) (1295)
- Nicholas Segrave, 1. Baron Segrave († 1321)
- Maud de Bohun, 2. Baroness Segrave  († um 1334)

### Barone Segrave (of Berkeley Castle) (1831)
- William Berkeley, 1. Earl FitzHardinge, 1. Baron Segrave (1786–1857)